# The Yes Album
The Yes Album — музичний альбом гурту Yes. Виданий 19 лютого 1971 року лейблом Atlantic Records. Загальна тривалість композицій становить 41:48 в основній версії та 52:03 - в розширеній. Альбом відносять до напрямку прогресивний рок.

### Список творів
1. Yours Is no Disgrace — 9:26
2. The Clap — 3:07
3. Starship Trooper — 9:23
  1. Life Seeker
  2. Disillusion
  3. Wurm
4. I've Seen All Good People — 6:47
  1. Your Move
  2. All Good People
5. A Venture — 3:13
6. Perpetual Change — 9:50

Додаткові записи розміщені на перевидання альбому 2003 року:
1. Your move — 2:59
2. Starship trooper: life Seeker — 3:27
3. Clap — 4:01